# Guber (jezioro)
Guber (niem. Guber-See) – jezioro w Polsce, w województwie warmińsko-mazurskim, w powiecie gizyckim, w gminie Ryn, około 4 km na północ od Rynu.

## Opis
Jezioro posiada powierzchnię około 1,6 km², długość 3 km i szerokość do 0,7 km. Położone jest w dorzeczu Gubra. Jezioro kilkakrotnie zwiększyło powierzchnię po wybudowaniu tamy (1939) w jego północnej części. Akwen ten posiada urozmaiconą linię brzegową, jest pełen półwyspów, zatok i wysp, stanowi ostoję dla ptaków wodnych.
Na południowo-zachodnim krańcu jeziora leży wieś Knis, a w lesie na wschodnim brzegu w latach 1940–1944 znajdował się wojskowy ośrodek wypoczynkowy o nazwie Mały Berlin.
Obszar jeziora 13 lutego 1995 r. uznany został jako użytek ekologiczny pod nazwą „Jezioro Salpik” przez Wojewodę Olsztyńskiego oraz Wojewodę Suwalskiego.
Od 19 grudnia 2008 r. obszar jeziora Guber decyzją Wojewody Warmińsko-Mazurskiego jest częścią Obszaru Chronionego Krajobrazu Doliny Rzeki Guber o łącznej powierzchni 14 363,8 ha.